# Rachida Hamdan
Rachida Hamdan est une militante associative. Laïque, elle intervient au sein de la ville de Saint-Denis avec les associations Artis multimédia et Les Résilientes.

## Biographie
Rachida Hamdan, surnommée la Marianne des quartiers, est une miltante associative, de confession musulmane et laïque, qui intervient dans la ville de Saint-Denis située au nord de Paris, dans le département de la Seine-Saint-Denis. 
Ancienne technicienne informatique et réseau, Rachida Hamdan créée, en 2004, l'association Artis multimédia qui organise des ateliers numériques destinés aux habitants des quartiers populaires de Saint-Denis,.
Sur le plan politique, Rachida Hamdan, musulmane et laïque convaincue, s'oppose en 2019 à l'élu municipal délégué à l'égalité des droits et à la lutte contre les discriminations, Madjid Messaoudene qui, selon elle, « confond allègrement liberté de religion et prosélytisme islamiste et casse du laïque à tout-va. ». Elle dénonce l'emprise des religieux sur l'espace publique. Pour Ghada Hatem-Gantzer, fondatrice  de la maison des femmes de Saint Denis, « Combien de voix de femmes s'élèvent pour dire : Je suis musulmane et j'aime les valeurs de la République ? Rachida Hamdan est une guerrière qui mène un combat essentiel et épuisant »,.
Avec son association Les Résilientes elle entend diffuser un message féministe et universaliste .

## Publication
- Zohra Bitan (dir.), #JeSuisMila #JeSuisCharlie #NousSommesLaRépublique : 50 personnalités s'expriment sur la laïcité et la liberté d'expression, Seramis, 2020, 144 p. (ISBN 979-1096486236, lire en ligne)

## Distinctions
- 2021 : Lauréate du prix de la laïcité remis par le Comité Laïcité République[1].
- 2024 :  Chevalier de l'ordre national du Mérite avec la promotion du 15 novembre 2024[6].

## À voir